# Гуревич, Вадим Львович
Вадим Львович Гуревич (4 июня 1934 — 19 декабря 2021) — советский и российский физик, член-корреспондент РАН (2000).
Сын физика Л. Э. Гуревича.

## Биография
Родился 4 июня 1934 года в Ленинграде.
В 1956 году окончил физический факультет ЛГУ.
В 1960 году защитил кандидатскую, в 1965 году — докторскую диссертацию, а в 1971 году присвоено учёное звание профессора.
С 1956 года работал в Институте полупроводников АН (ИПАН) СССР, с 1972 года — в Физико-техническом институте (ФТИ) имени А. Ф. Иоффе (после объединения ИПАН и ФТИ). Заведовал сектором физической кинетики (с 1971 года).
С 1984 по 1991 годы — профессор Ленинградского политехнического института.
В 2000 году избран членом-корреспондентом РАН.
Скончался 19 декабря 2021 года.

## Научная деятельность
Специалист по физике конденсированного состояния.
Основатель направления и научной школы физической кинетики фононных и электронных макро- и микросистем.
Совместно с коллегами предсказал резонансное поглощение электрической, световой и акустической энергии в сильном магнитном поле, т.н. магнетофононный резонанс (совместно с В.Г. Скобовым и Ю.А. Фирсовым), предсказал гигантские осцилляции поглощения ультразвука в металлах в магнитном поле и создал теории этих эффектов. Установил эффект усиления ультразвуковых волн в полупроводниках и слоистых структурах полупроводник-диэлектрик при дрейфе через них носителей тока, на основе которого были созданы различные акусто-электронные приборы.

## Награды
- Государственная премия СССР (в составе группы, за 1974 год) — за цикл исследований по созданию теоретических основ акустоэлектроники
- Премия Гумбольдта